# Vaskulitis
Vaskulitisi oziroma angiitisi so skupina bolezni, pri kateri pride do poškodbe žil zaradi vnetja. Lahko se pojavijo samostojno ali pa v sklopu sistemske prizadetosti. Prizadete so lahko arterije (arteriitis) ali vene (flebitis). Med vaskulitise nekateri uvrščajo tudi limfangiitis (vnetje mezgovnic).

## Znaki in simptomi
Pojavijo se lahko naslednji znaki in simptomi:
- splošni simptomi: vročina, nenamerno hujšanje
- koža: tipna purpura, livedo reticularis
- mišice in sklepi: bolečina in vnetje mišic, bolečina v sklepih, otekanje sklepov
- živčevje: mononeuritis multiplex, glavobol, možganska kap, tinitus (šumenje v ušesih), zameglen vid, akutna izguba vida
- obtočila: srčna kap, visok krvni tlak, gangrena
- dihala: krvavitev iz nosu, izkašljevanje krvi, infiltracija v pljučih
- prebavila: bolečina v trebuhu, smolasto blato (melena), predrtje prebavil
- ledvice: glomerulonefritis

## Vzrok
Vaskulitisi so vnetne bolezni, pri čemer pa lahko vnetje sprožijo različni dejavniki, mehanizem pa ni vselej povsem jasen. V nekaterih primerih gre za genetsko nagnjenje, posledico avtoimunske bolezni (npr. revmatoidnega artritisa, lupusa) ali krvnega raka, lahko pa vnetne procese v žili sprožijo tudi različni zunanji dejavniki, na primer okužbe (kot sta hepatitis B ali C) ali določena zdravila.

## Razvrstitev
Glede na vrsto oziroma velikost prizadetih žil poznamo:
- vaskulitise velikih žil: na primer takayasujev arteriitis, gigantocelični (temporalni) arteriitis
- vaskulitise srednje velikih žil: na primer burgerjeva bolezen, kawasakijeva bolezen, nodozni poliarteriitis
- vaskulitise malih žil: na primer behçetova bolezen, eozinofilna granulomatoza s poliangiitisom, kožni vaskulitis, granulomatoza s poliangiitisom, henoch-schönleinova, mikroskopski poliangiitis. Glavni tipi vaskulitisov malih žil so podani tudi v spodnji preglednici:

| Primerjava glavnih tipov vaskulitisov malih žil | Primerjava glavnih tipov vaskulitisov malih žil                                              | Primerjava glavnih tipov vaskulitisov malih žil |
| Vaskulitis                                      | Prizadet organ                                                                               | Histopatologijay                                |
| ----------------------------------------------- | -------------------------------------------------------------------------------------------- | ----------------------------------------------- |
| Kožni vaskulitis malih žil                      | koža, ledvice                                                                                | nevtrofilci, fibrinoidna nekroza                |
| Granulomatoza s poliangiitisom                  | nos, pljuča, ledvice                                                                         | nevrofilci, celice velikanke                    |
| Eozinofilna granulomatoza s poliangiitisom      | pljuča, ledvice, srce, koža                                                                  | histiociti, eozinofilci                         |
| Behçetova bolezen                               | običajno sinusi, možgani, oči in koža; lahko tudi drugi organi, npr. pljuča, ledvice, sklepe | limfociti, makrofagi, nevtrofilci               |
| Kawasakijeva bolezen                            | koža, srce, usta, oči                                                                        | limfociti, nekroza endotelija                   |
| Buergerjeva bolezen                             | arterije in vene v spodnjih okončinah (gangrena)                                             | nevtrofilci, granulomi                          |

## Diagnoza
Pri bolnikih z aktivnim vaskulitisom krvne preiskave ali preiskave drugih telesnih tekočin na splošno kažejo na vnetje v telesu: povečana hitrost sedimentacije eritrocitov, povišane vrednosti C-reaktivne beljakovine (CRP), slabokrvnost, povečano število belih krvničk (levkocitoza) in eozinofilcev (eozinofilija). Lahko so povečane vrednosti antinevtrofilnih citoplazemskih protiteles (ANCA) ter prisotna hematurija.
Testi delovanja drugih organov so lahko normalni; nenormalnosti so odvisne od stopnje vpletenosti dotičnih organov. 
Dokončna diagnoza je možna po biopsiji prizadetega organa (kot so koža, sinusi, pljuča, živci, možgani ali ledvice), s katero se pojasni vnetje žilja.

## Zdravljenje
Zdravljenje je praviloma usmerjeno v zaviranje vnetja. Pogosto se uporabljajo kortikosteroidi, lahko pa tudi druga zdravila, ki zavirajo imunski sistem. Zdravljenje je tudi odvisno od vrste vaskulitisa.